# ناتالی آن
ناتالی جی. آن استاد شیمی و زیست‌شیمی در دانشگاه کلرادو در بولدر است. پژوهش او بر درک سازوکارهای پیام‌دهی سلولی متمرکز است، با تخصصی در زمینهٔ فسفریلاسیون و سرطان‌ها. کار آن با بهره‌گیری از ابزارهای «شیمی کلاسیک» بر درک کد ژنتیکی و چگونگی تأثیر ژنتیک بر فرایندهای زندگی تمرکز دارد. او از سال ۲۰۰۳ استاد دانشگاه کلرادو در شهر بولدر است و اکنون استاد ممتاز این دانشگاه است. وی در فاصلهٔ سال‌های ۱۹۹۴ تا ۲۰۱۴ پژوهشگر مؤسسه پزشکی هاوارد هیوز نیز بوده است. او در سال ۲۰۱۸، به عضویت آکادمی ملی علوم برگزیده شد و به عنوان عضو آکادمی آمریکایی هنرها و علوم نیز انتخاب شد.

## زندگی‌نامه

### تحصیلات، پژوهش‌ها و جوایز پیشین
آن در سال ۱۹۷۹ مدرک کارشناسی خود را در رشتهٔ شیمی از دانشگاه واشینگتن، سیاتل دریافت کرد. او در آزمایشگاه «لایل جنسن» تحقیقاتی را در زمینهٔ پراش پرتو ایکس انجام داد. مشارکت آن در این پژوهش‌ها به درک بهتر از تاخوردگی پروتئین و مشاهدهٔ ساختار سه‌بعدی پروتئین‌ها با بهره‌گیری از روش‌های رایانشی همراه با پراش پرتو ایکس کمک کرد. افزون بر این، آن به‌عنوان دستیار پژوهشی دوره کارشناسی در آزمایشگاه «دیوید تلر» فعالیت داشت؛ آزمایشگاهی که به بررسی هیدرودینامیک پروتئین می‌پرداخت، یعنی مطالعهٔ حرکت پروتئین‌ها نسبت به محیط آبی اطرافشان، که در آن می‌توانند معلق یا محلول باشند.
در سال ۱۹۸۵، آن دکترای خود را در رشتهٔ شیمی از دانشگاه کالیفرنیا، برکلی دریافت کرد. او در این‌جا با «جودیت کلینمن» همکاری می‌کرد و در زمینهٔ آنزیم‌شناسی پژوهش می‌نمود.
نخستین شغل پسادکترای آن، پژوهش دربارهٔ پیوند گیرندهٔ هورمونی در دانشگاه واشینگتن با «کریستف ده هن» بود. سپس او به آزمایشگاه «ادوین کربس» رفت، جایی که فعالیت حرفه‌ای‌اش را در زمینهٔ انتقال پیام سلولی آغاز کرد. او در این آزمایشگاه «یکی از نخستین کسانی بود که کینازهای MAP و کینازهای MAP کیناز را توصیف کرد.» آن در سال ۱۹۹۲ به عضویت هیئت علمی دانشگاه کلرادو بولدر درآمد. او در سال ۱۹۹۳ بخشی از برنامه بورسیه سیرل برای حمایت از پژوهشگران جوان بود. آن یکی از هشت پژوهشگر همکار پروژه‌ای بود که موفق به دریافت کمک‌هزینه از بنیاد وی. ام. کک برای شناسایی پروتئینها در یک نوع سلول منفرد شدند. در سال ۲۰۱۲، او به‌عنوان استاد برجستهٔ دانشکده در دانشگاه کلرادو معرفی شد. در سال ۲۰۱۴، آن به تیم «پان‌اومیک‌های زیرسلولی برای ارزیابی تهدید سریع پیشرفته» (به انگلیسیSubcellular Pan-Omics for Advanced Rapid: Threat Assessment)(اختصاری SPARTA) پیوست که پروژه‌ای زیست‌شیمیایی تحت حمایت آژانس پروژه‌های پژوهشی پیشرفته دفاعی (DARPA) بود.

### تحقیقات کنونی
آن در حال حاضر در دانشگاه کلرادو مشغول به فعالیت است و بر روی پژوهش‌هایی در زمینهٔ پیام‌رسانی سلولی، اطلاعات و پروتئومیک، و بیوفیزیک مولکولی کار می‌کند. موضوعات خاص پژوهش‌های او شامل موارد زیر هستند:
- پروتئومیک و انتقال پیام سلولی:
  - هدف آزمایشگاه، بررسی سازوکارهای جدید مسئول تنظیم و پیام‌رسانی سلولی است.[۷] برای این منظور، آن از طیف‌سنجی جرمی برای نمایه‌سازی پروتئین‌ها همراه با روش‌های بیوشیمیایی و سلولی بهره می‌برد تا درک بهتری از پاسخ سلول به مسیرهای پیام‌رسانی به‌دست‌آورد.
  - همچنین، آن حرکت‌های درونی کینازهای پروتئینی را بررسی می‌کند و به‌طور خاص، به مطالعهٔ دینامیک پروتئینی پیوسته و عملکرد کاتالیزوری آن‌ها می‌پردازد.
  - آن فرایند شکل‌گیری سرطان را با بررسی «مسیرهای پیام‌رسانی که در ملانوما فعال می‌شوند و بر پیشرفت سرطان و رفتار سلول اثر می‌گذارند» مطالعه می‌کند.[۳]
- فناوری‌های پروتئومیک:
  - در آزمایشگاه آن، از روش کروماتوگرافی مایع چندبعدی همراه با MS/MS برای شناسایی بیش از ۸٬۰۰۰ پروتئین در هر توالی MS استفاده می‌شود. هدف آن، افزایش دقت و حساسیت این تکنیک‌های ۲D-LC-MS/MS در اختصاص‌دادن پروتئین‌ها است.[۳]
- دینامیک کینازهای پروتئینی:
  - در آزمایشگاه آن، از طیف‌سنجی جرمی تبادل هیدروژنی (HX-MS) برای کشف و درک بهتر حرکات پروتئینی درون کینازها که محل نوسانات انرژی هستند، استفاده می‌شود. هدف آن، درک نحوه‌ای است که دینامیک‌های متفاوت پروتئینی قادر به تنظیم فعالیت کاتالیزوری در آنزیم‌های خاص، به‌ویژه کینازهای پروتئینی هستند. آن پژوهش‌هایی بر روی کینازهای MAP از نوع ERK2 انجام می‌دهد که به‌دلیل ارتباط روشن میان فعالیت و دینامیک پروتئینی، به‌عنوان یک الگوی ایده‌آل در نظر گرفته می‌شوند.[۱۲]

### خدمات اجتماعی
آن در تابستان سال ۲۰۱۵ به‌عنوان رئیس انجمن بیوشیمی و زیست‌مولکولی آمریکا (ASBMB) انتخاب شد. او پیش‌تر عضو شورای این انجمن بود. آن از زمان دانشجویی در مقطع دکترا در دانشگاه کالیفرنیا، برکلی، در نشست‌های سالانهٔ انجمن بیوشیمی و زیست‌مولکولی آمریکا شرکت می‌کرد و نخستین ارائهٔ عمومی پژوهش خود را در یکی از همین نشست‌ها انجام داد.